# Стебель, Александр Моисеевич
Александр Моисеевич Стебель (7 марта 1906, Киев — 14 января 1943?, Рига?) — капитан РККА, командир легендарной башенной береговой батареи № 315 на острове Эзель (Сааремаа) в Балтийском море.

## Биография
Стебель родился в Киеве, работал на заводе «Большевик», где встретил Лидию Степуру, на которой женился.
5 июня 1932 года был призван на срочную службу. После демобилизации поступил в Севастопольское военно-морское училище береговой обороны ВМФ имени ЛКСМУ. После трёх лет обучения он получил звание лейтенанта.
В октябре 1939 года уже в звании капитана Стебеля назначили командиром строящейся на острове Эзель (Эстония) 315-й башенной береговой батареи. Она состояла из двух 180-мм двухорудийных башенных установок МБ-2-180 и огневых позиций двух зенитных батарей 76-мм пушек.
Батарею № 315 строил 34-й отдельный инженерно-строительный батальон ВМФ в составе 1200 человек под командованием майора К. С. Воинова
С начала Великой Отечественной войны батарея Стебеля защищала вход в Рижский залив через Ирбенский пролив. Она впервые вступила в бой в первых числах июля 1941 года. В ночь с 12 на 13 июля 1941 года батарея открыла огонь по германскому конвою, состоявшему из транспортов, шедших в уже занятую немцами Ригу под охраной восьми миноносцев, трех сторожевых кораблей и большого количества сторожевых и торпедных катеров. В результате огня батареи, а также действий советской авиации и торпедных катеров 4 германских корабля были потоплены, 12 других получили значительные повреждения. За этот бой капитана Стебеля наградили орденом Красного Знамени, который он, однако, получить не успел.
6 сентября немцы начали десантную операцию по захвату Моозундского архипелага. 22 сентября немцы вышли в тыл батареи Стебеля.
Бывший секретарь парторганизации 315-й батареи сержант Н. Н. Пушкин вспоминал:

Когда гитлеровские войска приблизились к огневым позициям, более двухсот артиллеристов пошли защищать сухопутные подступы к батарее. Поддерживаемые орудийным огнём, они под руководством военкома батареи Белякова много раз ходили в контратаку на врага. Земля полуострова Сырве была усеяна трупами гитлеровцев. В кровавых схватках погибли военком Н. Ф. Беляков и многие командиры.
В первых числах октября гитлеровцы, понеся большие потери, подошли вплотную к батарее. На орудиях кончился боезапас, и капитан Стебель приказал взорвать башни. Со слезами на глазах мы подрывали пушки, уничтожали приборы управления огнём, затопляли подземные помещения.

В ночь на 5 октября капитан Стебель предложил своим артиллеристам попробовать маленькими группами переправиться на плотах и шлюпках через Ирбенский пролив. Сам он с несколькими артиллеристами остался, чтобы принять последний бой. Он раненым был взят в плен и был отправлен в шталаг № 351 в г. Валга (Валка).
Через несколько месяцев на него как на командира 315-й батареи указали «кайселиты» (эстонские националисты). Капитан вышел из строя пленных и направился к яме, у которой уже стояли несколько босых пленных, ожидавших расстрела. Он спокойно сел на землю и начал стягивать с себя сапоги, готовясь к смерти. Однако неожиданно немецкий офицер приказал своим солдатам увести Стебеля.
Немцы хотели, чтобы Стебель помог им восстановить 315-й батарею. Ему предлагали командование германской батареей, располагавшейся на Ла-Манше, чины, ордена, деньги.
Но Стебель отказался сотрудничать. Тогда его стали избивать, а затем перевели в центральную городскую тюрьму в рижской Цитадели. Там 14 января 1943 года его вывели обнажённого на тюремный двор в мороз, привязали к столбу и начали поливать холодной водой из шланга. Уже мёртвого его держали во дворе тюрьмы несколько суток для запугивания других заключенных.
Р.S. Согласно записи от 16 октября 1946 г. в разделе «Внесение дополнительных сведений» карточки № 387 от 8 октября 1942 г. (картотека сводных записей Центрального военно-морского архива), капитан Стебель погиб в немецком плену в Таллине. Согласно публикациям разных лет, в основу которых были положены интервью и переписка с участниками обороны Моондзунского архипелага, а также иным мемуарным источникам, о дальнейшей судьбе капитана Стебеля после его пленения существует несколько противоречивых версий.
Подробная биография капитана Стебеля представлена в экспозиции Национального музея истории Украины во Второй мировой войне. Мемориальный комплекс (Киев, до июля 2015 г. — Национальный музей истории Великой Отечественной войны 1941—1945 годов).

## Награды
- Значок «Отличник ВМФ»
- Орден Красного Знамени (13.08.1941)